# Focaccia barese
La focaccia barese (in dialetto barese : fecàzze o cùcle, dal greco κύκλος) è un prodotto lievitato da forno tipico della Puglia ed in parte della Lucania. È diffusa specialmente nelle province di Bari, Barletta-Andria-Trani, Taranto, Matera, parte della provincia di Brindisi (Ostuni, Fasano, Ceglie Messapica e Cisternino), Gargano e in generale in provincia di Foggia, dove la si può trovare abitualmente nei panifici. Nel 2010 si è costituito il Consorzio Focaccia barese che ha iniziato l'iter per l'iscrizione della Focaccia di Bari nel registro europeo delle STG.

## Origini e preparazione
Nasce ad Altamura, come variante del tradizionale pane di grano duro, verosimilmente dall'esigenza di sfruttare il calore iniziale forte del forno a legna, prima che questo si stabilizzi sulla temperatura ideale per cuocere il pane. Prima di procedere all'infornamento delle pagnotte, si stendeva un pezzo di pasta di pane cruda su una teglia, lo si lasciava riposare un po', dunque lo si condiva e infine lo si cuoceva. Trattandosi di un prodotto della tradizione gastronomica popolare, la ricetta presenta numerose varianti, per lo più su base geografica.
Nella sua versione più tipica, la base della focaccia si ottiene amalgamando semola rimacinata, patate lesse, sale, lievito e acqua così da ottenere un impasto piuttosto elastico, molle ma non appiccicoso, che viene lasciato lievitare, steso in una teglia tonda unta con molto olio extravergine d'oliva, quindi lasciato lievitare di nuovo, condito e cotto, preferibilmente in forno a legna.
L'olio viene anche versato sulla superficie della focaccia insieme al condimento. Circa quest'ultimo, che va posto sull'impasto inderogabilmente prima della cottura, è possibile distinguere almeno tre varianti tradizionali:
- la focaccia per eccellenza, che prevede pomodori freschi e/o olive Baresi[2];
- la focaccia alle patate, che prevede il ricoprimento dell'intera superficie superiore con fette di patata spesse circa 5 mm;
- la focaccia bianca, condita con sale grosso e rosmarino.

A tali varianti se ne affiancano altre, che di volta in volta prevedono l'aggiunta di peperoni, melanzane, cipolle o altre verdure. Al termine della cottura, si sarà ottenuta una spianata più soffice della pizza con un'altezza di 1-3 cm. Va gustata calda per assaporarne appieno la fragranza.